# Konrad Duden
 Konrad Duden (Gut Bossigt, 1829. január 3. – Sonnenberg, 1911. augusztus 1.), német tanár, filológus és szótárszerkesztő, a Duden helyesírási szótárak névadója.

## Életpályája
1846 és 1848 között a Bonni Egyetemen tanult. Majd 1854-ig magántanár volt egy frankfurti családnal. 1854-ben a Marburgi Egyetemen doktorált. Majd 1859-ig Génuában élt.
1861-ben feleségül vette Adeline Jakobot (1841–1924) Messinában, 1869-ben Schleizben nevezték ki gimnáziumi igazgatónak. 1876-tól 1905-ig a hersfeldi királyi gimnázium igazgatója volt. Majd Sonnebergbe (ma Wiesbaden városrésze) költözött.

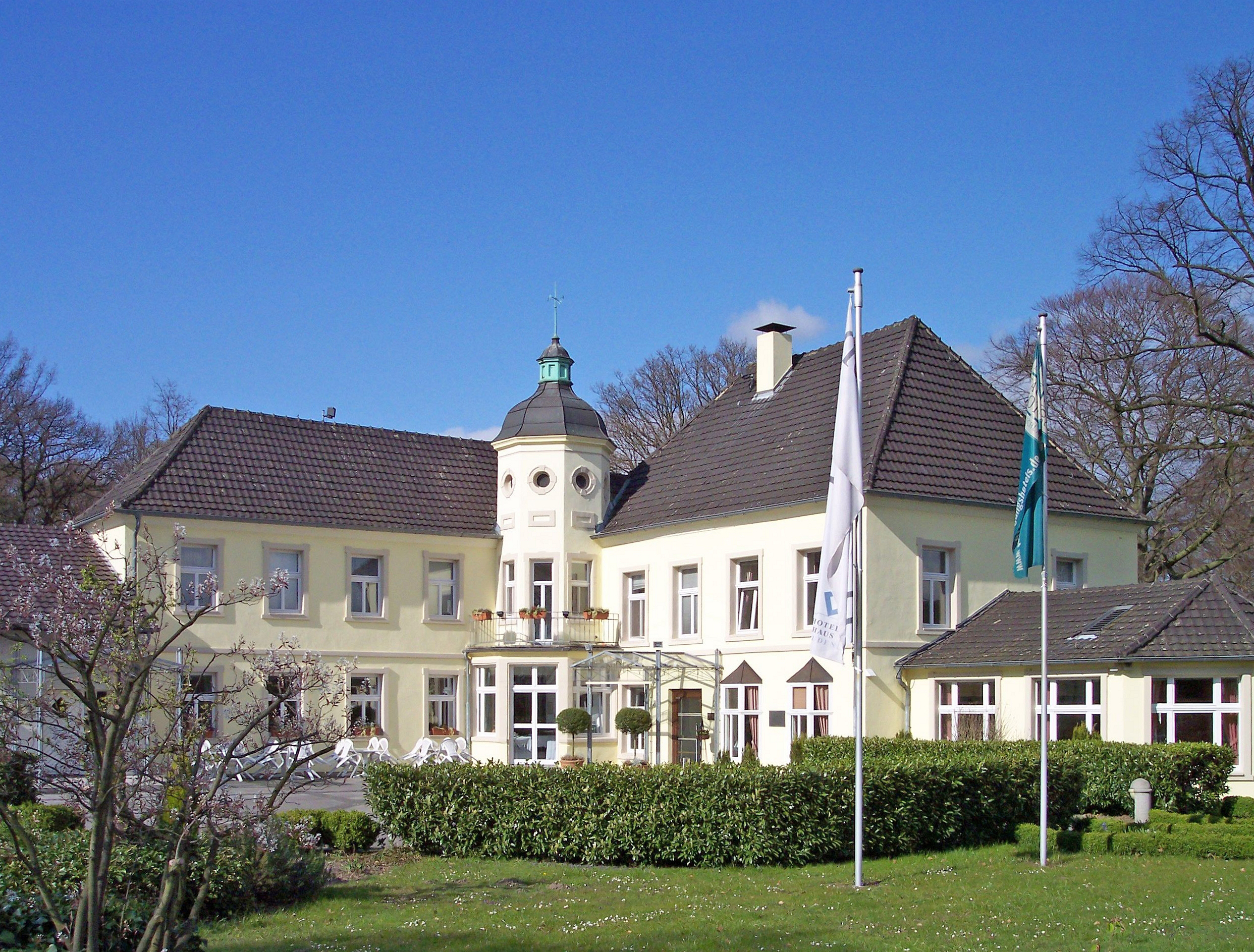
Gut Bossigt  Weselben, a szülőháza
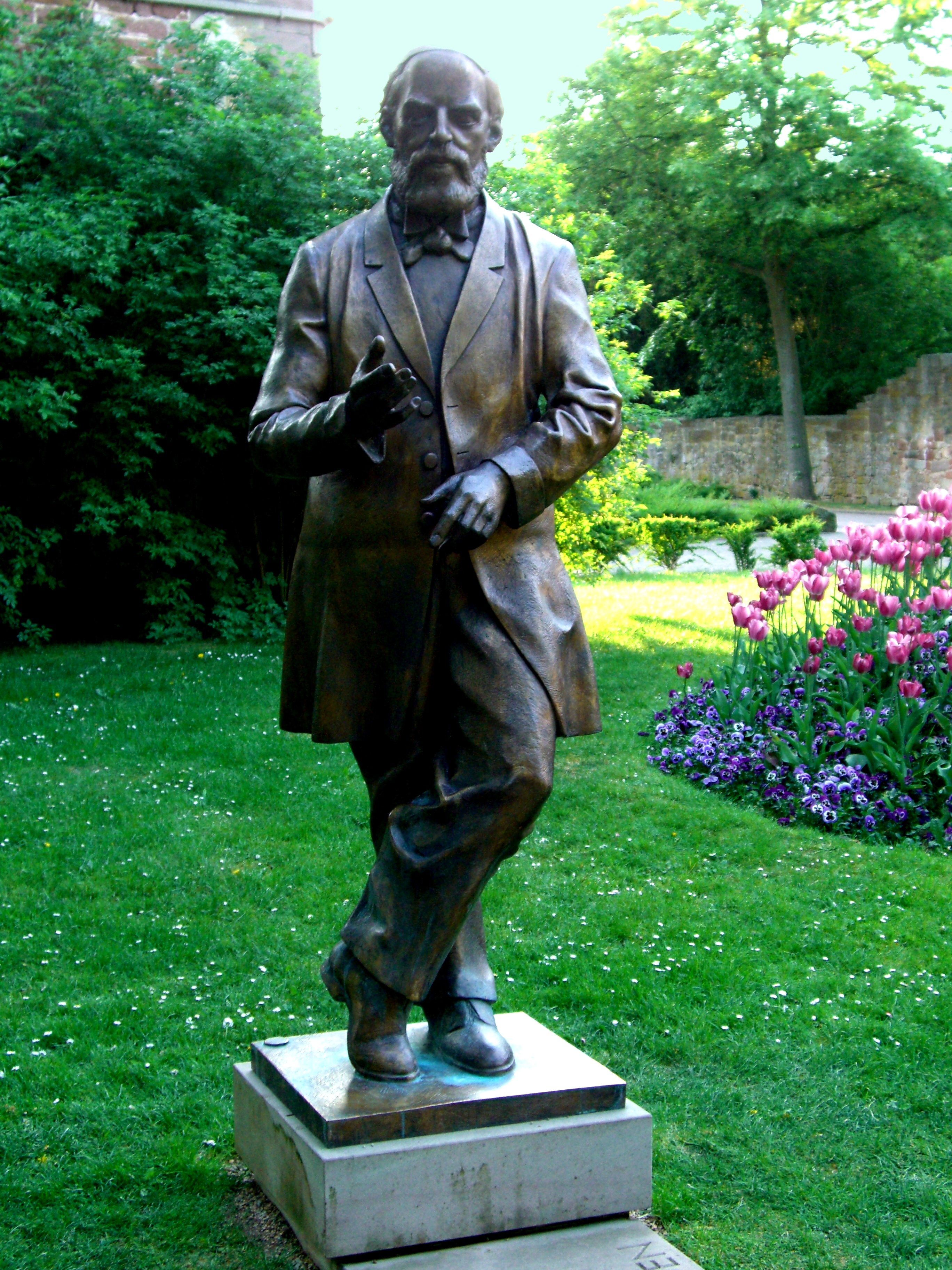
Konrad Duden emlékmű a Bad Hersfeldben
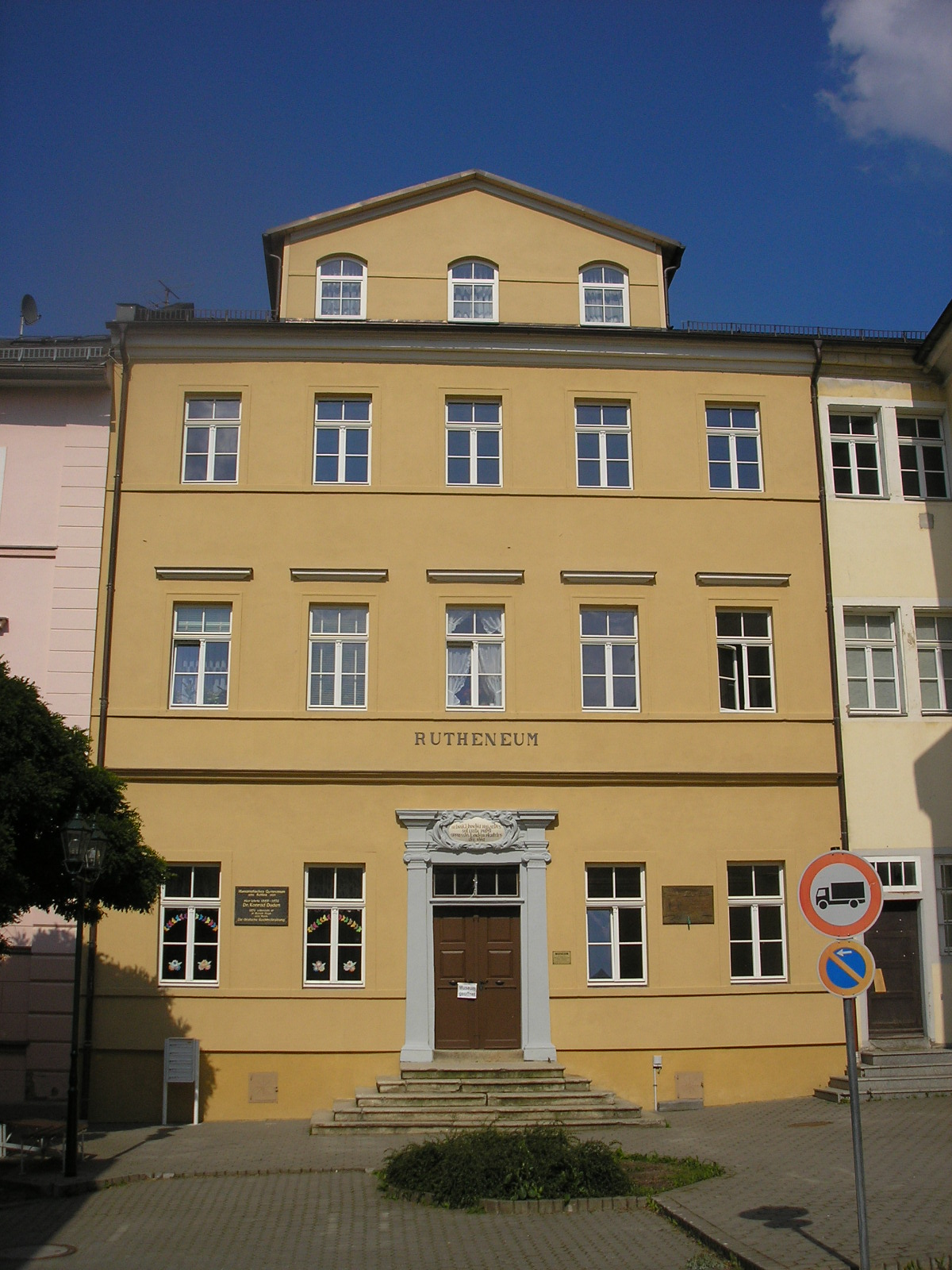
Duden-Múzeum a schleizi Rutheneumban
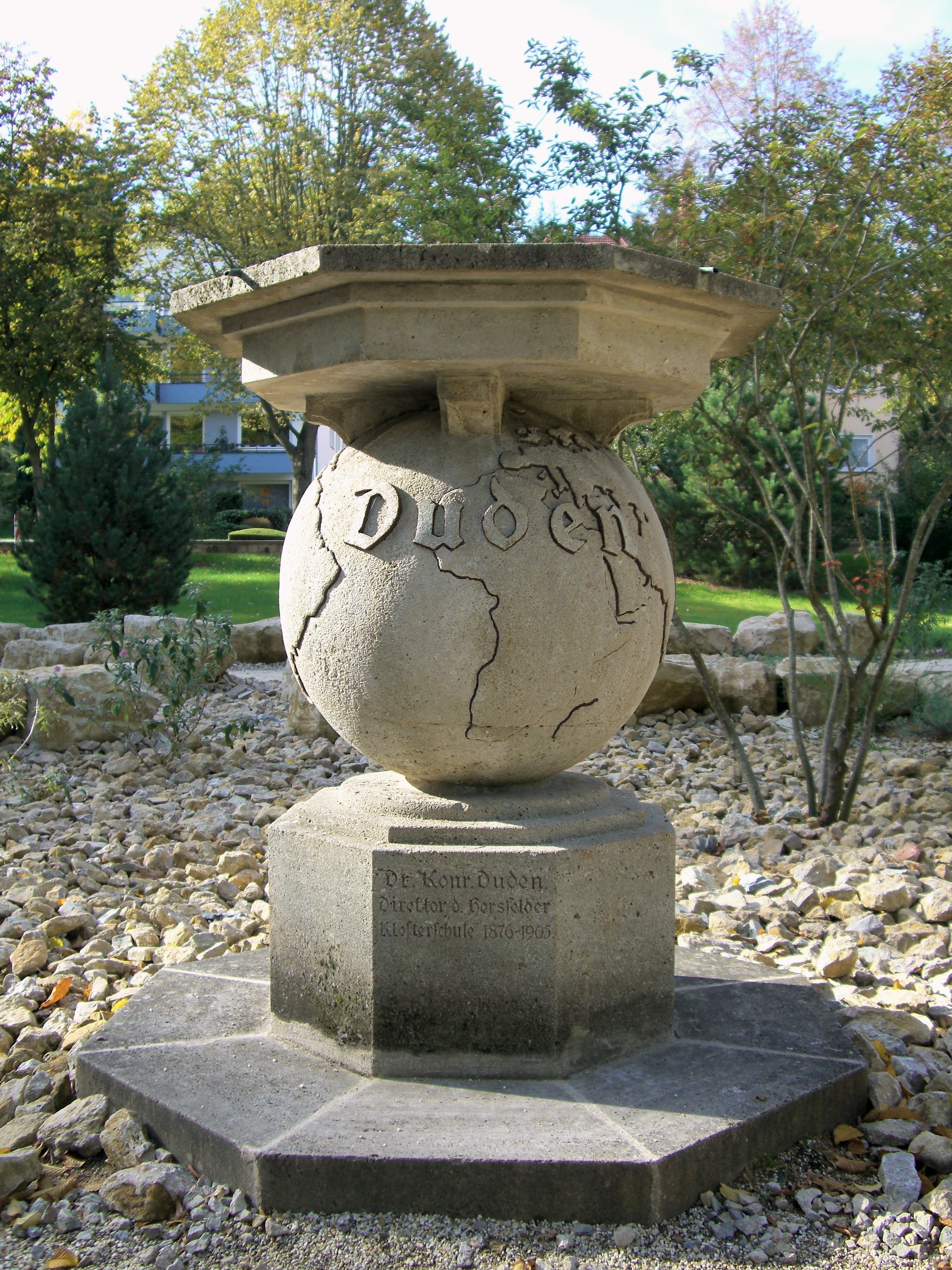
Emlékmű a Bad Hersfeld fürdőparkban
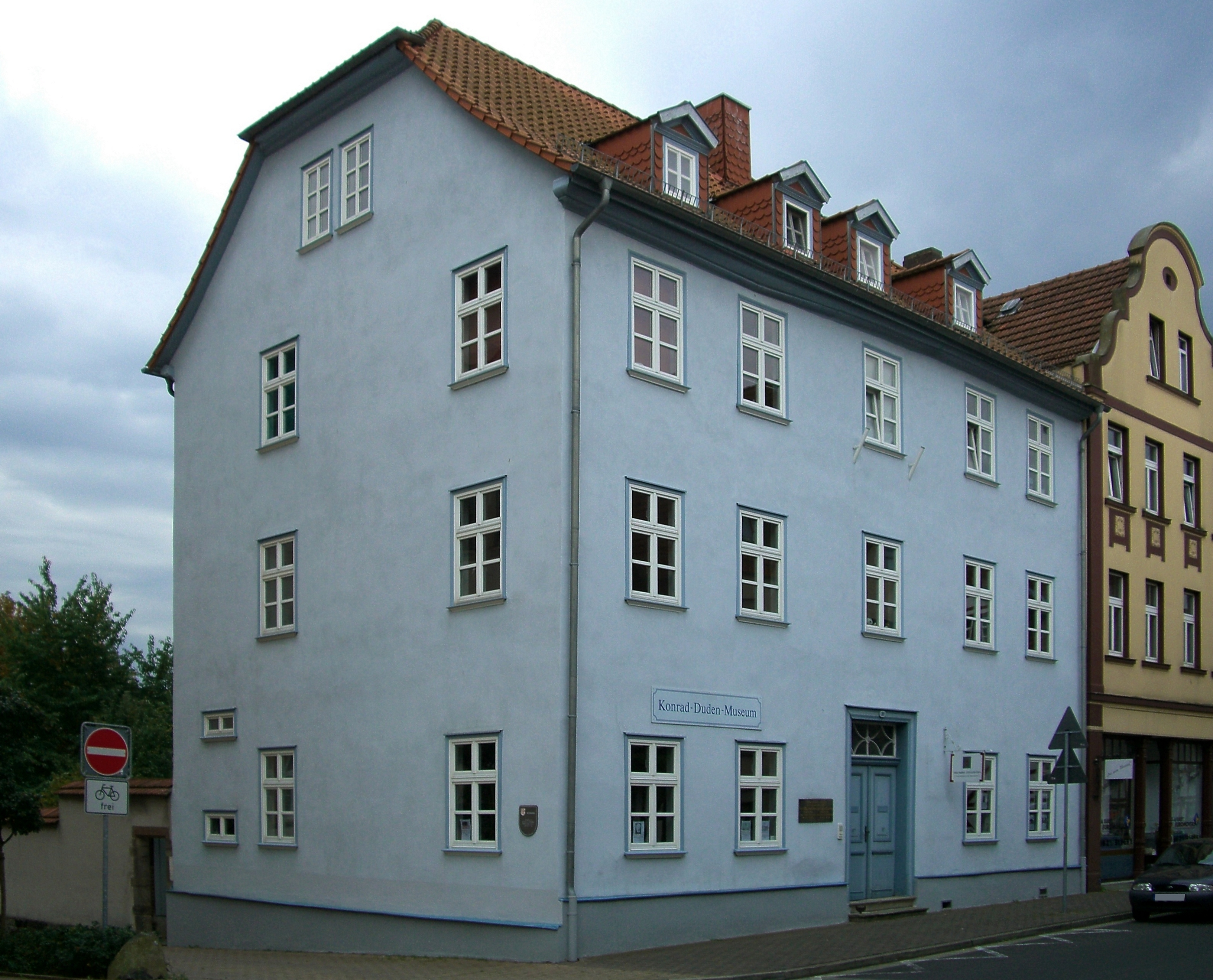
Dudenhaus Bad Hersfeld, 1876 és 1905 között itt élt
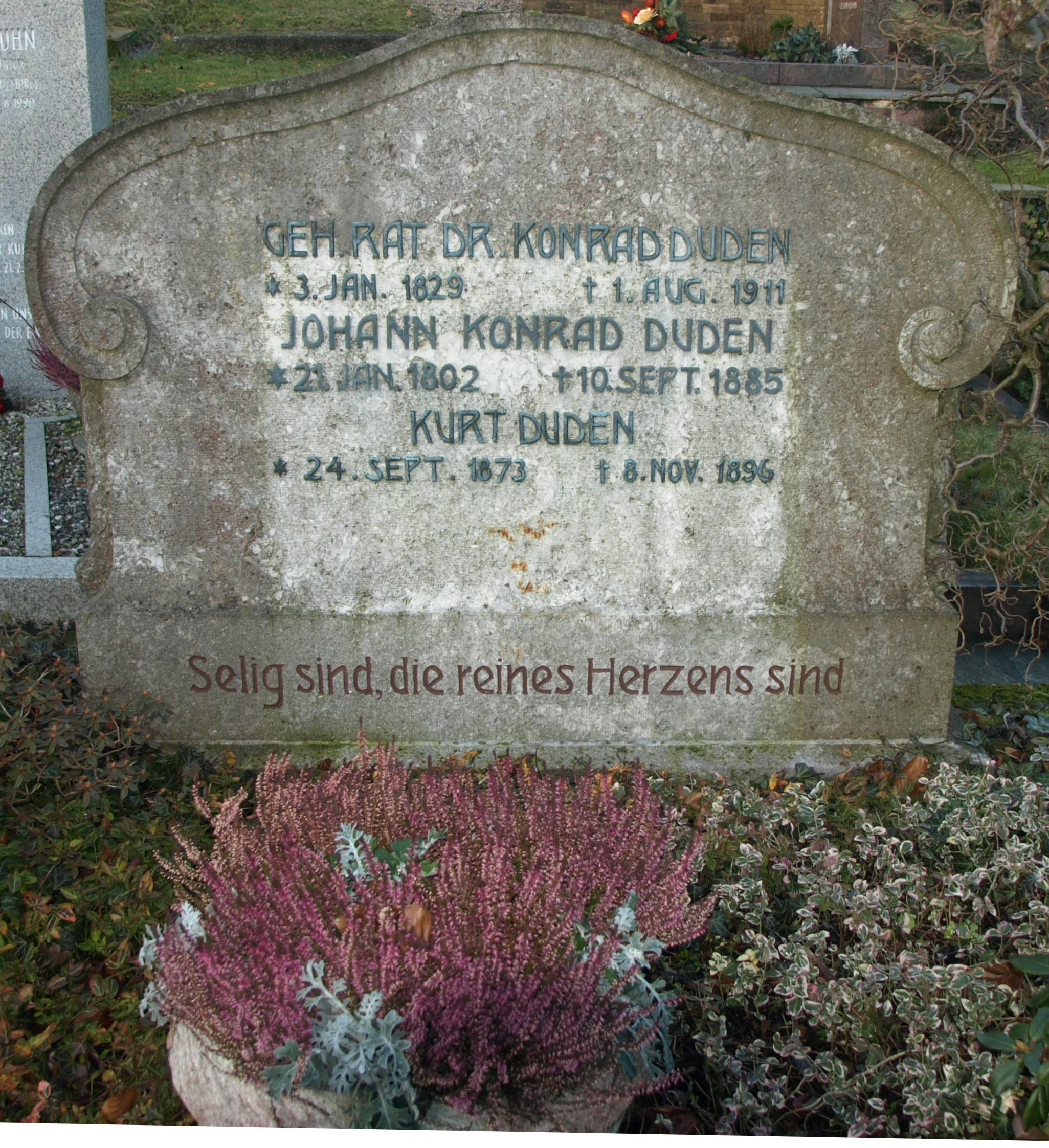
Konrad Duden sírköve
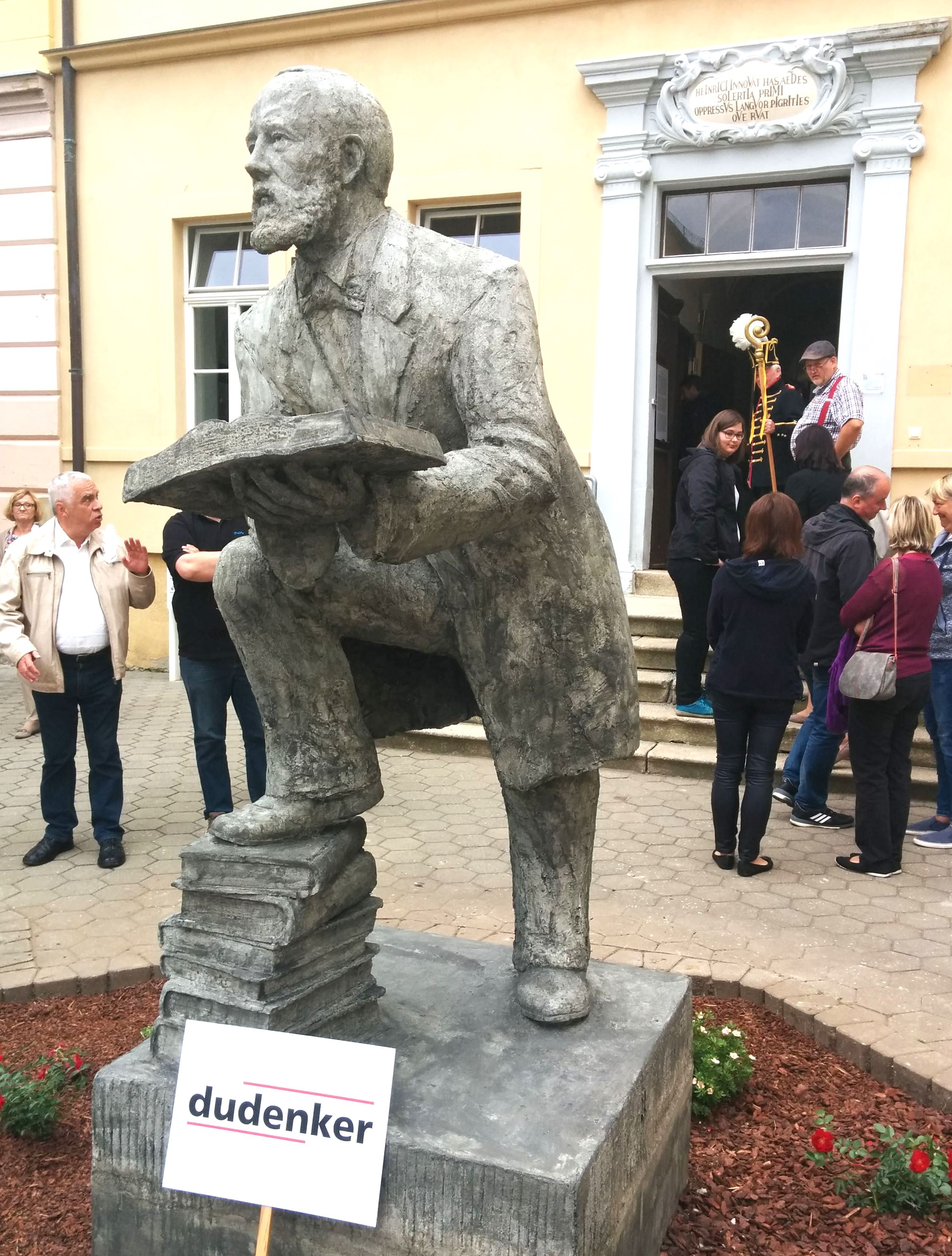
Zhi Li Konrad Duden emlékműve a schleizi Rutheneum (múzeum) előtt

## Publikációk
- Die deutsche Rechtschreibung. Abhandlung, Regeln und Wörterverzeichniß mit etymologischen Angaben. Für die oberen Klassen höherer Lehranstalten und zur Selbstbelehrung für Gebildete. B. G. Teubner Verlag, Leipzig, 1872 (sogenannter Schleizer Duden)
- Anleitung zur Rechtschreibung. 2. Auflage, 1878
- Vollständiges Orthographisches Wörterbuch der deutschen Sprache, nach den neuen preußischen und bayerischen Regeln. Verlag des Bibliographischen Instituts, Leipzig 1880. Faksimile: Bibliographisches Institut, Mannheim, 1980
- Orthographischer Wegweiser für das praktische Leben. Verzeichnis sämtlicher deutschen und der meisten Fremdwörter, zahlreicher Eigennamen aus der Geographie und Geschichte, sowie vieler Personennamen der Gegenwart, in einheitlicher Schreibung. Verlag des Bibliographischen Instituts, Leipzig, 1881
- Vollständiges Orthographisches Wörterbuch für die Schule. Nach den amtlichen Regeln der neuen Orthographie. Verlag des Bibliographischen Instituts, Leipzig, 1882
- Etymologie der neuhochdeutschen Sprache, 1893
- Orthographisches Wörterverzeichnis. Reihe Meyers Volksbücher. Bibliographisches Institut, Leipzig und Wien o. J., [1902]
- Rechtschreibung der Buchdruckereien deutscher Sprache. Leipzig / Wien 1903 (auch bekannt als „Buchdruckerduden“).

## Fordítás
- Ez a szócikk részben vagy egészben  a   Konrad Duden című német Wikipédia-szócikk fordításán alapul.  Az eredeti cikk szerkesztőit annak laptörténete sorolja fel. Ez a jelzés csupán a megfogalmazás eredetét és a szerzői jogokat jelzi, nem szolgál a cikkben szereplő információk forrásmegjelöléseként.